# Where Do Broken Hearts Go
《Where Do Broken Hearts Go》是美國女歌手惠妮·休斯頓在1988年2月所發行的單曲，這首單曲獲得美國單曲榜兩週冠軍，它也成為惠妮·休斯頓第7首美國冠軍單曲。

## 歌曲資料

### 收錄專輯
〈Where Do Broken Hearts Go〉是惠妮·休斯頓個人第二張錄音室專輯《惠妮》（英語：Whitney）推出的第四首單曲，前三首推出的單曲分別為〈I Wanna Dance With Somebody (Who Loves Me)〉（2週冠軍）、〈Didn't We Almost Have It All〉（2週冠軍）和〈So Emotional〉（1週冠軍）。

### 單曲簡介
〈Where Do Broken Hearts Go〉這首歌的作曲者是百老匯知名製作人法蘭克·懷德霍恩（Frank Wildhorn），法蘭克·懷德霍恩在寫這首歌時只是個剛在流行音樂界崛起的作曲新秀，在他聽過惠妮·休斯頓和泰迪·潘德葛雷斯（Teddy Pendergrass）的〈Hold Me〉之後，他就被惠妮·休斯頓的聲音吸引，心想以後一定要為她寫一首歌曲。日後法蘭克·懷德霍恩的作詞搭檔Chuck Jackson交給他一首歌的歌詞，那首歌的歌名就是〈Where Do Broken Hearts Go〉，在法蘭克·懷德霍恩看過歌詞之後他立刻有了靈感，遂替歌詞譜出了全部的曲子也就誕生了這首歌曲。
〈Where Do Broken Hearts Go〉這首歌剛完成後，Demo帶被送到Arista唱片公司的總裁克立夫·戴維斯（Clive Davis）手上，但克立夫·戴維斯並未決定讓惠妮·休斯頓錄製這首歌，日後有Arista唱片公司其它藝人聽過了這首歌，向作曲者法蘭克·懷德霍恩表示對這首歌有興趣，這使得他一度不知如何是好，所幸這首歌即被克立夫·戴維斯指派至製作人納瑞達·麥可華登（Narada Michael Walden），並要他擔任《惠妮》專輯的總製作人，這首歌曲才終於交由惠妮·休斯頓錄製。

### 商業成績
1988年1月，Arista唱片公司決定將〈Where Do Broken Hearts Go〉列為第4首主打單曲，並安排惠妮·休斯頓在全美音樂獎頒獎典禮上獻唱這首歌曲，結果在經過電視轉播後引發歌迷熱烈的迴響，唱片公司隨即在2月25日推出單曲。〈Where Do Broken Hearts Go〉在1988年2月27日隨即進入告示牌單曲榜，首週成績為第47名，日後名次穩定的往上攀升，歷經兩個月之後，終於在1988年4月23日摘下單曲榜兩週冠軍，成為惠妮·休斯頓第7首美國冠軍單曲，這首歌曲在榜內一共待了18週，在1988年告示牌年終單曲中位於第33名。
〈Where Do Broken Hearts Go〉在英國單曲榜成績為第14名。

## 締造新紀錄
當1988年4月23日〈Where Do Broken Hearts Go〉登上單曲榜榜首位置時，一項新的樂壇紀錄產生，惠妮·休斯頓締造了連續7首冠軍單曲的新紀錄，超越了披頭四的6首：從第一張專輯的〈Saving All My Love for You〉（1週）、〈How Will I Know〉（2週）以及〈Greatest Love of All〉（3週），到第二張專輯的〈I Wanna Dance With Somebody (Who Loves Me)〉（2週）、〈Didn't We Almost Have It All〉（2週）、〈So Emotional〉（1週）和〈Where Do Broken Hearts Go〉（2週）連續七首冠軍曲。
惠妮·休斯頓連續締造7首冠軍單曲的紀錄迄今仍未被超越。